# Pseudopanthera elegans
Pseudopanthera elegans là một loài bướm đêm trong họ Geometridae.